# Maruti Alto

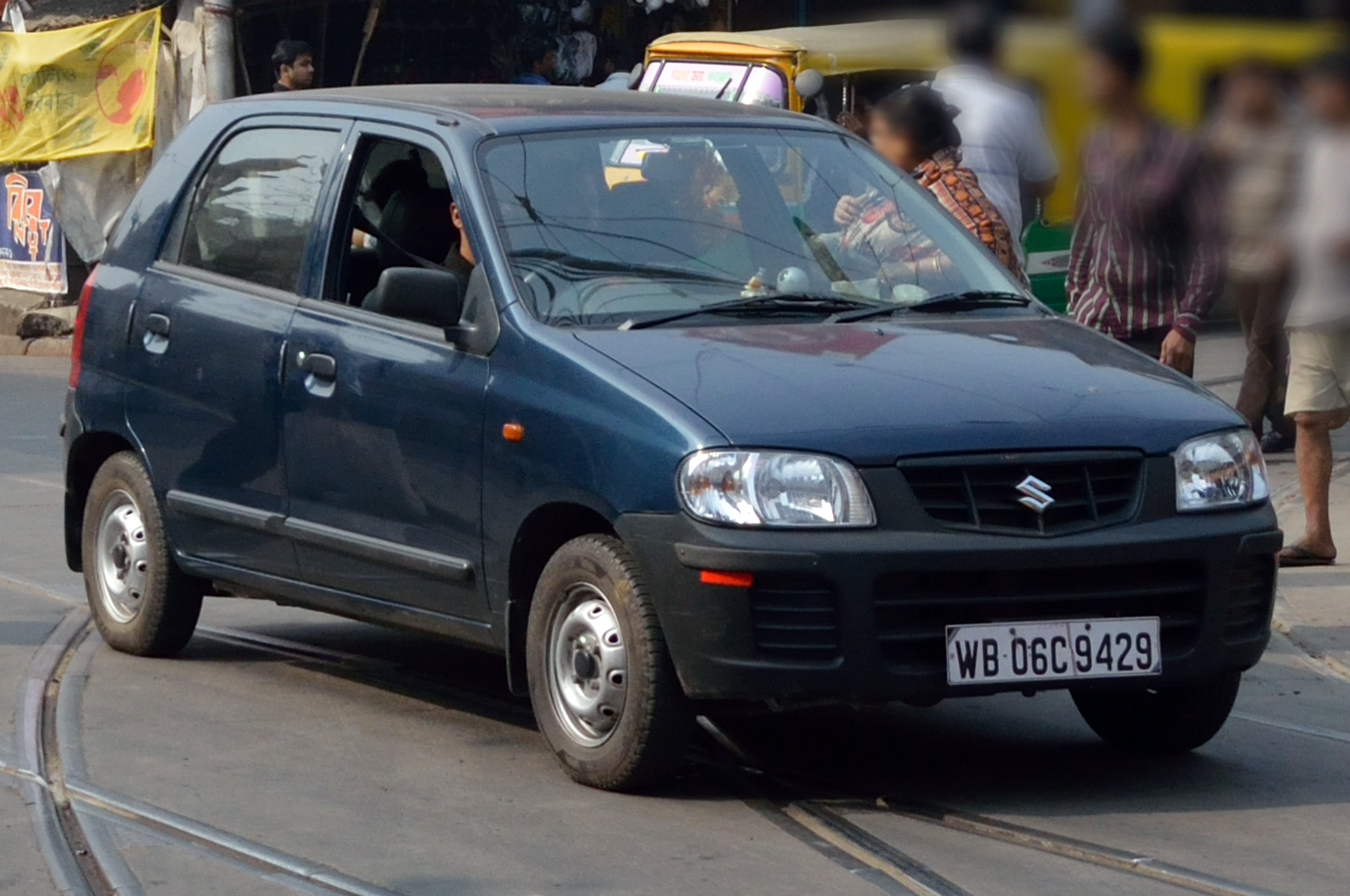
Maruti Alto (2000–2014)

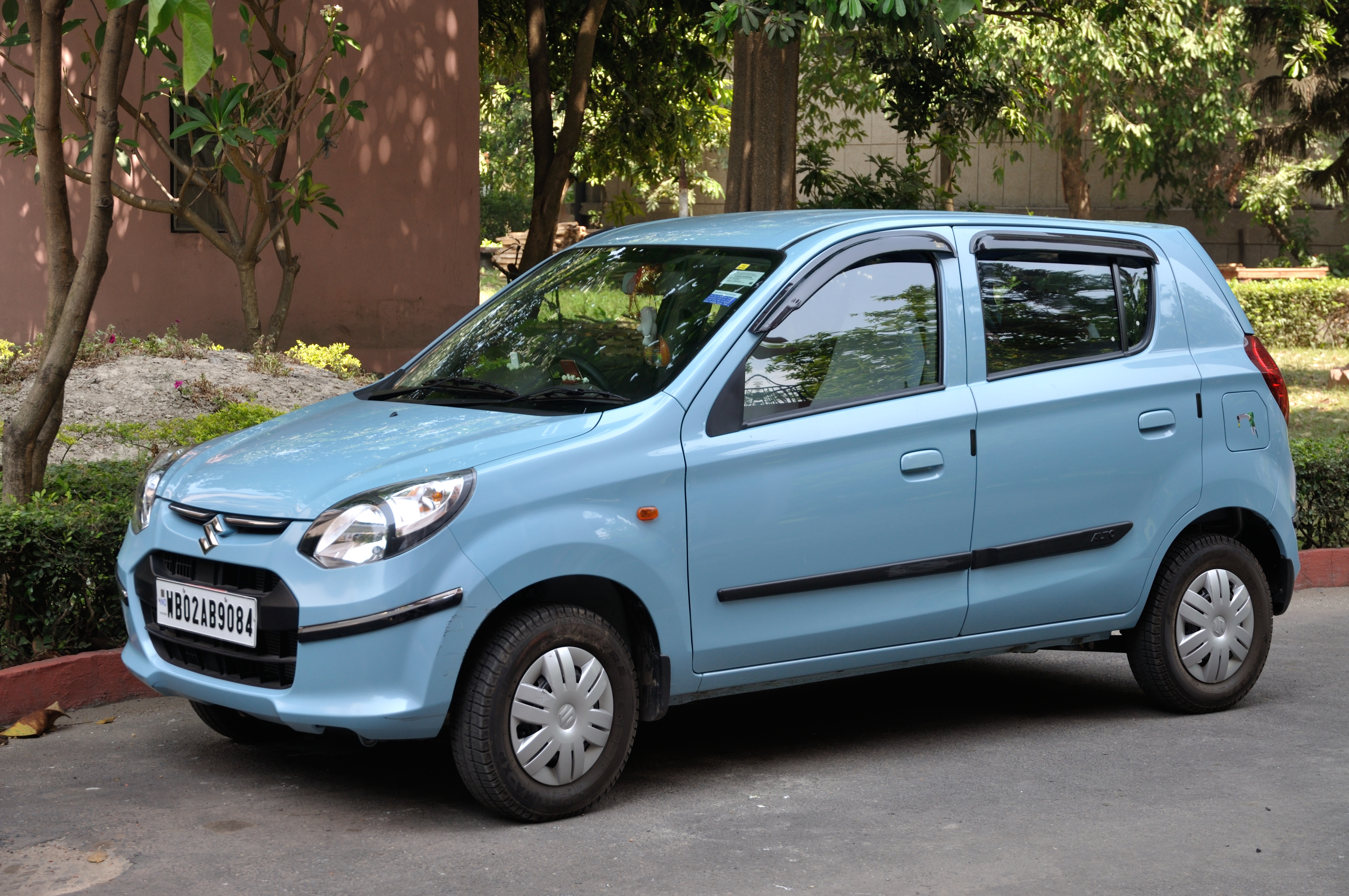
Maruti Alto (seit 2012)

Der Maruti Alto ist ein Kleinstwagen, der von der Firma Maruti Udyog in Indien
hergestellt wird. Das Fahrzeug leitet sich vom Suzuki Alto ab.
Technische Daten:
- Dreizylindermotor mit 796 cm³ Hubraum
- 46 PS
- Beschleunigung von 0 auf 100 km/h: ca. 20 s
- Höchstgeschwindigkeit 125 bis 130 km/h

Der Maruti Alto ist in mehreren Varianten lieferbar und ist gegenwärtig der meistverkaufte
Kleinstwagen in Indien.